# Muscicapinos

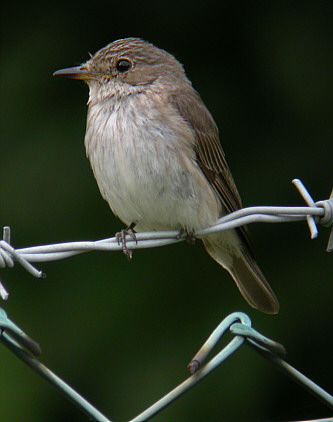
Muscicapa striata.

A dos muscicapinos (Muscicapinae) é uma subfamilia de aves paseriformes, da subordem dos Passeri, infraordem dos Passerida, superfamilia dos muscicapoideos e família dos muscicápidos.
A subfamilia compreende 14 géneros distribuídos em 3 tribos.

## Taxonomia

### Descrição
A subfamilia doi descrita em 1822 pelo naturalista escocês John Fleming, no volume 2 da sua obra:
The philosophy of zoology; or a general view of the structure, functions, and classification of animals.

### Etimologia
O nome científico Muscicapinae está formado sobre a base do nome do seu género tipo, Muscicapa, com a adição da desinência do latín científico -inae, própria dos nomes das subfamilias de animais.

### Classificação
- Subfamilia Muscicapinae
  - Tribo Alethini
    - Género Alethe

  - Tribo Copsychini
    - Género Tychaedon
    - Género Cercotrichas
    - Género Copsychus
    - Género Saxicoloides
    - Género Trichixos
    - Género Kittacincla
    - Xenero Cercotrichas
    - Género Copsychus

  - Tribo Muscicapini
    - Género Fraseria
    - Género Myioparus
    - Género Melaenornis
    - Género Empidornis
    - Género Muscicapa